# Bruce Langhorne

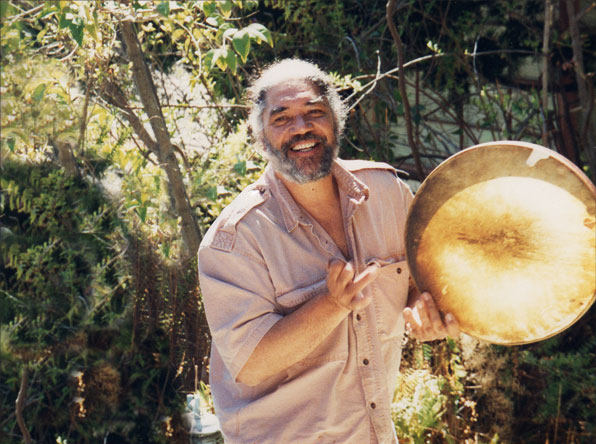
Bruce Langhorne

Bruce Langhorne (Tallahassee, 11 mei 1938 – Los Angeles, 14 april 2017) was een Amerikaans folkmuzikant en filmcomponist. Hij was de inspiratie voor het door Bob Dylan geschreven lied Mr. Tambourine Man.

## Levensloop
Bruce Langhorne werd geboren in Florida maar groeide vanaf zijn vierde op in Spanish Harlem in New York. In zijn jeugd raakte hij drie vingers van zijn rechterhand kwijt door een vuurwerkincident. Desondanks leerde hij gitaar spelen.
In de jaren vijftig begeleidde hij folkzanger Brother John Sellers bij optredens in Greenwich Village. Hij werkte vervolgens samen met andere grote namen uit de folkscene van die tijd, zoals Joan Baez, Richie Havens, Peter, Paul and Mary en Buffy Sainte-Marie. In 1961 ontmoette hij Bob Dylan. Langhorne is onder meer te horen op de albums The Freewheelin' Bob Dylan (1963) en Bringing It All Back Home (1965) van Dylan.
Voor het in 1964 geschreven Mr. Tambourine Man was Langhorne, die een grote Turkse lijsttrommel had, de inspiratie. Op de uitvoering van Dylan speelt hij de elktrische gitaar. Het nummer werd ook een hit in de versie van The Byrds.
In de jaren zeventig was Langhorne verantwoordelijk voor filmsoundtracks als The Hired Hand (1971), Idaho Transfer (1973), Fighting Mad (1976) en Stay Hungry (1976). In de jaren negentig startte hij een onderneming in hete sauzen; Brother Bru-Bru's African Hot Sauce.
Op latere leeftijd woonde hij in Venice in Los Angeles. Na een hersenbloeding belandde Bruce Langhorne eind 2015 in een hospice, waar hij in april 2017 op 78-jarige leeftijd stierf.

## Filmografie
- 1971: The Hired Hand
- 1973: Idaho Transfer
- 1976: Stay Hungry
- 1976: Fighting Mad
- 1980: Jimmy B. & André (televisiefilm)
- 1980: Melvin and Howard
- 1981: Word of Honor (televisiefilm)
- 1982: Night Warning
- 1985: The Fourth Wise Man (televisiefilm)
- 1986: Smart Alec
- 1994: The Upstairs Neighbour
- 1997: Annie's Garden